# Казалморано
Казалмора̀но (на италиански: Casalmorano, на местен диалект: Casalmurà, Казалмура) е село и община в Северна Италия, провинция Кремона, регион Ломбардия. Разположено е на 67 m надморска височина. Населението на общината е 1635 души (към 2016 г.).